# Earl Edward Sherff
Earl Edward Sherff, född 18 maj 1886 i Flint, Michigan, död 16 maj 1966 i Hastings, var en amerikansk botaniker.
Auktorsnamnet Sherff kan användas för Earl Edward Sherff i samband med ett vetenskapligt namn inom botaniken; se Wikipediaartiklar som länkar till auktorsnamnet.